# Copris vrydaghi
Copris vrydaghi là một loài bọ cánh cứng trong họ Bọ hung (Scarabaeidae).